# Stefan Laussegger
Stefan Laussegger (13 giugno 1990) è un bobbista ed ex giocatore di football americano austriaco.

## Biografia
Ha giocato a football americano nei Black Lions, squadra che militava stabilmente nella prima divisione austriaca con sede a Klagenfurt am Wörthersee, dal 2006 al 2014, anno in cui venne reclutato dalla squadra nazionale di bob nel ruolo di frenatore. 
Debuttò in Coppa Europa nel dicembre 2014, disputando alcune tappe delle stagioni 2014/15 e 2015/16 negli equipaggi condotti da Benjamin Maier. Si distinse nelle categorie giovanili vincendo una medaglia di bronzo ai mondiali juniores, ottenuta nel bob a quattro ad Altenberg 2015 con Maier alla guida.
Esordì in Coppa del Mondo nella stagione 2015/16, il 17 gennaio 2015 a Schönau am Königssee, dove terminò la gara al ventesimo posto nel bob a due con Markus Sammer; ottenne invece il suo primo podio il 15 gennaio 2017 a Winterberg, dove fu terzo nel bob a quattro con Benjamin Maier a condurre la slitta.
Ai Giochi olimpici invernali di Pyeongchang 2018 fu presente come riserva ma non prese parte alle competizioni.
Prese inoltre parte a due edizioni dei campionati mondiali. Nel dettaglio i suoi risultati nelle prove iridate sono stati, nel bob a quattro: diciottesimo a Winterberg 2015 e settimo a Schönau am Königssee 2017. Ha invece vinto una medaglia di bronzo agli europei, conquistata a Winterberg 2017, sempre nella specialità a quattro e con Maier a condurre la slitta.
Ha inoltre vinto un titolo nazionale nel bob a quattro.

## Palmarès

### Europei
- 1 medaglia:
  - 1 bronzo (bob a quattro a Winterberg 2017).

### Mondiali juniores
- 1 medaglia:
  - 1 bronzo (bob a quattro ad Altenberg 2015).

### Coppa del Mondo
- 1 podio (nel bob a quattro):
  - 1 terzo posto.

### Campionati austriaci
- 1 medaglia:
  - 1 oro (bob a quattro ad Igls 2016[3]).

### Coppa Europa
- 2 podi (nel bob a quattro):
  - 1 vittoria;
  - 1 secondo posto.